# Dennis Johnsen
Dennis Tørset Johnsen (ur. 17 lutego 1998 w Skien) – norweski piłkarz występujący na pozycji napastnika we włoskim klubie Cremonese. Wychowanek Rosenborg BK, w trakcie swojej kariery grał także w takich zespołach, jak Ajax, Heerenveen oraz PEC Zwolle. Młodzieżowy reprezentant Norwegii.